# Juan Santos da Silva
Juan Santos da Silva, mais conhecido como Juan Santos ou simplesmente Juan (São Paulo, 7 de março de 2002), é um futebolista brasileiro que atua como centroavante. Atualmente joga pelo Göztepe, emprestado pelo Southampton.

## Carreira

### Início
Nascido em São Paulo, Juan começou sua carreira nas categorias de base do São Caetano, onde ficou até 2013. Depois, passou pelas categorias de base do ECUS, do Mauaense e do União Barbarense. Juan passou a integrar as categorias de base do São Paulo no ano de 2019, onde se tornou artilheiro e titular absoluto do time sub-17.

### São Paulo
Com as boas atuações no time sub-17, foi chamado para testes no time profissional do São Paulo pelo técnico Fernando Diniz, onde fez sua estreia profissional no dia 8 de dezembro de 2019, entrando como titular em uma vitória fora de casa sobre o CSA por 2–1, pelo Campeonato Brasileiro.
Em 2020, Juan passou a integrar o time sub-20, e na Copa São Paulo de Futebol Júnior marcou três gols em sete jogos disputados. No sub-20, Juan foi um dos destaques principais da equipe. Onde chamou a atenção dos técnicos Hernán Crespo e Rogério Ceni, chegando a integrar o time profissional em várias ocasiões do ano de 2021. Seu primeiro gol profissional aconteceu no dia 13 de novembro de 2022, em uma vitória fora de casa por 4–0 sobre o Goiás, pelo Campeonato Brasileiro.

### Southampton
Nos últimos seis meses de vínculo com o São Paulo, no dia 26 de julho de 2024, o Southampton anunciou ter assinado um pré-contrato com o atacante Juan.

### Göztepe
No dia 16 de agosto de 2024, o Göztepe, da Turquia, anunciou contratação, por empréstimo, do atacante Juan.

## Seleção Brasileira

### Sub-17
Com a boa fase no time sub-17 do São Paulo, Juan foi convocado para a Seleção Brasileira Sub-17 no ano de 2019 para a disputa do Campeonato Sul-Americano de 2019, realizado no Peru. Juan chegou a ser convocado para a Copa do Mundo Sub-17 de 2019, mas seria cortado da convocação por conta de uma lesão e, no seu lugar, Lazáro, do Flamengo, foi chamado.

## Estatísticas
Atualizado até 10 de março de 2024.

### Clubes
| Equipe            | Temporada         | Campeonato nacional | Campeonato nacional | Campeonato nacional | Copa nacional[a] | Copa nacional[a] | Copa nacional[a] | Competições continentais[b] | Competições continentais[b] | Competições continentais[b] | Outros torneios[c] | Outros torneios[c] | Outros torneios[c] | Total | Total | Total   |
| Equipe            | Temporada         | Jogos               | Gols                | Assist.             | Jogos            | Gols             | Assist.          | Jogos                       | Gols                        | Assist.                     | Jogos              | Gols               | Assist.            | Jogos | Gols  | Assist. |
| ----------------- | ----------------- | ------------------- | ------------------- | ------------------- | ---------------- | ---------------- | ---------------- | --------------------------- | --------------------------- | --------------------------- | ------------------ | ------------------ | ------------------ | ----- | ----- | ------- |
| São Paulo         | 2019              | 1                   | 0                   | 0                   | —                | —                | —                | —                           | —                           | —                           | —                  | —                  | —                  | 1     | 0     | 0       |
| São Paulo         | 2020              | —                   | —                   | —                   | —                | —                | —                | —                           | —                           | —                           | 0                  | 0                  | 0                  | 0     | 0     | 0       |
| São Paulo         | 2021              | 5                   | 0                   | 0                   | 0                | 0                | 0                | 0                           | 0                           | 0                           | —                  | —                  | —                  | 5     | 0     | 0       |
| São Paulo         | 2022              | 2                   | 1                   | 0                   | 1                | 0                | 0                | 5                           | 0                           | 0                           | 5                  | 0                  | 0                  | 13    | 1     | 0       |
| São Paulo         | 2023              | 27                  | 1                   | 1                   | 5                | 0                | 2                | 6                           | 1                           | 1                           | 4                  | 1                  | 0                  | 42    | 3     | 4       |
| São Paulo         | 2024              | 0                   | 0                   | 0                   | 0                | 0                | 0                | 0                           | 0                           | 0                           | 6                  | 1                  | 0                  | 6     | 1     | 0       |
| São Paulo         | Total             | 35                  | 2                   | 1                   | 6                | 0                | 2                | 11                          | 1                           | 1                           | 15                 | 2                  | 0                  | 67    | 5     | 4       |
| Total na carreira | Total na carreira | 35                  | 2                   | 1                   | 6                | 0                | 2                | 11                          | 1                           | 1                           | 15                 | 2                  | 0                  | 67    | 5     | 4       |

- a. ^ Jogos da Copa do Brasil
- b. ^ Jogos da Copa Libertadores da América e da Copa Sul-Americana
- c. ^ Jogos do Campeonato Paulista e da Supercopa Rei

## Títulos
São Paulo (Categorias de base)
- Campeonato Paulista Sub-17: 2019
- FAM Cup Sub-17: 2019

São Paulo
- Copa do Brasil: 2023
- Supercopa Rei: 2024[17]